# Śmierć Marii (obraz Hugona van der Goesa)
Śmierć Marii, Zaśnięcie Marii (niderl. De dood van Maria) – obraz olejny niderlandzkiego malarza renesansowego Hugona van der Goesa. Obecnie znajduje się w Groeningemuseum w Brugii.

## Geneza tematu
Tematyka obrazu została zaczerpnięta ze zbioru żywotów świętych, zwanego Złotą legendą autorstwa Jacopo da Voragine. Śmierć Matki Bożej była przedstawiona jedynie do końca XVI wieku, kiedy to Kościół odrzucił pozabiblijne średniowieczne teksty, a motyw śmierć Dziewicy zniknął ze sztuki malarskiej.

## Opis obrazu
Obraz przedstawia Marię na łożu śmierci w otoczeniu apostołów. Wszystkie postacie zostały przedstawione jako prości ludzie ze smagłymi obliczami i spracowanymi dłońmi, na swój sposób przeżywający bolesną chwilę. Maria, blada, spogląda w górę, gdzie w zupełnym odseparowaniu od śmiertelnych postaci uczniów, roztacza się jej wizja. Chrystus w otoczeniu aniołów, z rozpostartymi ramionami ukazując stygmaty, przygotowany jest na przyjęcie jej duszy.
Na pierwszym planie, van Goes ukazał apostoła wpatrującego się w widza i trzymającego zamkniętą księgę symbolizującą, w obliczu śmierci Marii, również koniec żywota apostołów. Takie samo znaczenie ma różaniec leżący na ziemi po lewej stronie. Po prawicy Marii, w białej XV-wiecznej szacie liturgicznej stoi św. Piotr. Jego strój jest elementem łączącym przedstawioną scenę z czasami współczesnymi artyście. Piotr przyjmuje zapaloną świecę od swojego brata św. Andrzeja, która w średniowieczu symbolizowała wiarę chrześcijańską. W czerwonej tunice, po lewej stronie, przedstawiony jest Jan Ewangelista.